# Gasteranthus acuticarinatus
Gasteranthus acuticarinatus är en tvåhjärtbladig växtart som beskrevs av Wilhelm Freiberg. Gasteranthus acuticarinatus ingår i släktet Gasteranthus och familjen Gesneriaceae. Inga underarter finns listade i Catalogue of Life.